# Richard Bermann
Richard Bernard Bermann (* 3. Juli 1941 in Agen, Département Lot-et-Garonne; † 18. März 2025 im Saarland) war Vorstandsvorsitzender der Synagogengemeinde Saar und gehörte dem Direktorium des Zentralrats der Juden in Deutschland an.

## Leben
Bermann entstammte einer saarländischen Familie. Nach der Volksabstimmung von 1935, mit der die Eingliederung des bis dahin unter Völkerbundverwaltung stehenden Saargebiets ins Deutsche Reich besiegelt wurde, verließen seine Eltern den Wohnort Gersweiler bei Saarbrücken und flohen nach Frankreich. Der Vater, Friedrich Bermann, war Jude und musste Verfolgung und Verhaftung fürchten. Seine Verlobte und ab Herbst 1935 Ehefrau, Helene Amalia geb. Kugler, war wegen ihrer Verbindung zu einem Juden Schmähungen und Bedrohungen ausgesetzt.
Das Paar lebte zunächst in Grenznähe im lothringischen Forbach, dann in Straßburg und Dijon. Angesichts des Kriegszustandes wurde Bermanns Mutter als „feindliche Ausländerin“ am 1. Mai 1940 verhaftet und ins berüchtigte Lager Gurs gebracht. Am 21. Juni, einen Tag vor dem deutsch-französischen Waffenstillstand, kam sie auf Initiative der deutschen Besatzer frei, wurde im damaligen Département Basses-Pyrénées aber zunächst unter Hausarrest (Résidence forcée) gestellt. Im nicht besetzten Agen (Lot-et-Garonne), wo die Mutter auf Anordnung der französischen Behörden später bleiben musste, kam Sohn Richard am 3. Juli 1941 zur Welt. Bermanns Vater Friedrich wurde kurze Zeit danach in das Arbeitslager Tombebouc eingewiesen. Nach Haftbefehl und Flucht lebte er ab 1943 im Untergrund und schloss sich der Résistance an. Um die Rückführung nach Deutschland zu vermeiden, versteckte sich Helene Bermann 1944 mit ihrem Sohn Richard zeitweise im Département Tarn, wo auch ihr Ehemann untergetaucht war. 1947 kehrte die Familie ins Saarland zurück. Fast alle Verwandten waren umgebracht worden, für den heranwachsenden Richard Bermann Motivation für sein späteres Engagement gegen Hass und Hetze.
Richard Bermann, der frankophon aufwuchs und für kurze Zeit in einer französischen Volksschule war, brauchte einen Deutschkurs, als er in Saarbrücken eingeschult wurde. Er besuchte später das Französische Gymnasium Lycée Maréchal Ney in Saarbrücken.

## Funktionen
Insgesamt war Bermann 24 Jahre ehrenamtlicher Vorstandsvorsitzender der Synagogengemeinde Saar, die 2023 rund 750 Mitglieder zählte. 1988 hatte er das Amt übernommen, musste es 1999 aus beruflichen Gründen (er war Manager bei einem Kreditunternehmen) aber abgeben. 2007, dann im Ruhestand, übernahm er das Amt erneut bis Oktober 2020. Nachfolgerin wurde Ricarda Kunger aus Saarlouis. Saar-Landtagspräsident Stephan Toscani hob anlässlich des Amtswechsels Bermanns Engagement für den interreligiösen Dialog im Saarland hervor.
Erinnerungsarbeit machte Richard Bermann zu einer Lebensaufgabe. Er hielt Vorträge und besuchte Schulklassen: „Jetzt, wo immer mehr Zeitzeugen sterben, ist es wichtig, die Jugend daran zu erinnern, wie kostbar es ist, seit 75 Jahren keinen Krieg in Deutschland mehr gehabt zu haben.“ Bermann war Mitglied des Rundfunkrats beim Saarländischen Rundfunk. Er war für die SPD auch kommunalpolitisch aktiv, hat die Partei aber später verlassen.
Der Saarländische Rundfunk sendete am 3. Juni 2021 einen Dokumentarfilm von Boris Penth: „Eine jüdische Biographie – Richard Bermann erinnert sich“ (Produktion: Barbara Wackernagel-Jacobs, Kamera: Meinolf Schmitz). Anlass war Bermanns 80. Geburtstag. Die Dokumentation war bis 3. Juni 2022 in der Mediathek verfügbar.

## Politische Projekte
Mit Bermanns Namen sind eine Reihe saarländischer Projekte der Erinnerungskultur verbunden.
Die Schaffung des Rabbiner-Rülf-Platzes in der Landeshauptstadt verfocht er gegen Widerstände. Der Gedenkort nach Entwürfen von Ariel Auslender wurde 2013 seiner Bestimmung übergeben: 40 abgeschnittene Birkenstämme aus Bronze erinnern an die 2.500 ermordeten saarländischen Juden. Der Namensgeber für den Platz, der Saarbrücker Rabbiner Friedrich Schlomo Rülf, war maßgeblich am Zustandekommen des „Römischen Abkommens“ beteiligt, das nach der Rückgliederung des Saargebiets den Juden eine begrenzte Schutzfrist einräumte.
Auf Bermanns Initiative wurde ein weiterer saarländischer Erinnerungsort vorbereitet. Den Wettbewerb „Denkmal Synagogenvorplatz Saarbrücken“ hat die Künstlergruppe Mannstein + Vill aus Berlin gewonnen. Bermann ermittelte mit aufwändigen Recherchen in Yad Vashem, im Bundesarchiv sowie ausländischen Dokumentensammlungen eine (noch nicht abgeschlossene) Liste mit den Namen der ermordeten Juden. Diese Namen sind Elemente des künftigen Denkmals am Saarbrücker Beethovenplatz.
Auch für die Stolperstein-Aktion des Künstlers Gunter Demnig machte Bermann sich stark. 2010 sammelte er Spenden und initiierte die Verlegung der ersten 30 Stolpersteine in der Landeshauptstadt, 2019 waren es 38. Im Saarland wurden bisher mehr als 500 Stolpersteine verlegt.

## Aktionen
Bermann engagierte sich im Saarland auch gegen rechtsextreme Hetze und Gewalt. In Kooperation mit dem Bündnis „Bunt statt braun“ setzte er sich gegen NPD-Veranstaltungen ein, gemeinsam mit der Landesarbeitsgemeinschaft Erinnerungsarbeit organisierte er 2018 den „Zug der Erinnerung“ mit Bezug auf die Reichspogromnacht von 1938.
Auf Anregungen Bermanns gehen auch die 2008 gestarteten „Jüdischen Film- und Kulturtage Saarbrücken“ zurück.